# ناندور هيديكوتي
ناندور هيديكوتي (بالمجرية: Hidegkuti Nándor)‏ ( 3 مارس 1922 - 14 فيفري 2002 ) هو لاعب كرة قدم مجري خلال حقبة الأربعينات والخمسينات. كما أنة قد درب العديد من الأندية الأوروبية والنادي الأهلي المصري، وساهم في فوز النادي الأهلي ببطولات عديدة.

## روابط خارجية
- ناندور هيديكوتي على موقع الاتحاد الدولي (مؤرشف)  (الإنجليزية)
- ناندور هيديكوتي على موقع قاعدة بيانات كرة القدم.إي يو (الإنجليزية)
- ناندور هيديكوتي على موقع ناشيونال فوتبول تيمز (الإنجليزية)
- ناندور هيديكوتي على موقع عالم كرة القدم.نت (الإنجليزية)
- ناندور هيديكوتي على موقع أوليمبيديا (الإنجليزية)